# Beniarbeig (kommun)
Beniarbeig är en kommun i Spanien.   Den ligger i provinsen Provincia de Alicante och regionen Valencia, i den östra delen av landet, 400 km sydost om huvudstaden Madrid. Antalet invånare är 1 902. Arean är 7,4 kvadratkilometer. Beniarbeig gränsar till Benidoleig, Benimeli, Ondara, Pedreguer, Sanet y Negrals och Vergel. 
Terrängen i Beniarbeig är platt åt sydost, men åt nordväst är den kuperad.